# Zeeland Beoostenschelde
Zeeland Beoostenschelde, was een bestuurlijke en juridische eenheid in het graafschap Zeeland en omvatte een gebied dat grotendeels overeenkwam met het noordelijke gedeelte van de huidige provincie Zeeland, het deel ten noorden van de Oosterschelde, dus de huidige schiereilanden Schouwen-Duiveland, Tholen en Sint Philipsland. Deze regio wordt tegenwoordig Noord-Zeeland genoemd.
Het middelste gedeelte van het huidige Zeeland stond bekend als Zeeland Bewestenschelde. Het zuidelijke deel behoorde niet tot Zeeland maar tot het graafschap Vlaanderen en werd later Staats-Vlaanderen, het huidige Zeeuws-Vlaanderen.
De naamgeving 'bewesten' en 'beoosten' had te maken met de toenmalige loop van de rivier Schelde. Die liep oorspronkelijk van Antwerpen noordwaarts en boog pas voor Bergen op Zoom af schuin naar het noordwesten richting zee door een uitgebreid eilandengebied. Deze geul is nu de Oosterschelde. De Honte, de huidige Westerschelde, werd pas in de 15e eeuw van enige betekenis voor de scheepvaart.
De eeuwenlange juridische en bestuurlijke indeling in Zeeland Beoostenschelde en Zeeland Bewestenschelde komt bijvoorbeeld tot uiting in de administratie van de grafelijke, later gewestelijke domeinen, die sinds de regering van Willem III van Holland van het huis Avesnes tot en met 1810 was gesplitst in een rentmeester voor Beoostenschelde en een rentmeester voor Bewestenschelde.